# I giganti tedeschi
I giganti tedeschi (Fussball Weltmeisterschaft 1954) è un film del 1954 diretto da Sammy Drechsel, Gerhard Grindel e Horst Wiganko. Film ufficiale sul campionato mondiale di calcio 1954 svoltosi in Svizzera dal 16 giugno al 4 luglio 1954, il film fu distribuito in Germania Ovest il 9 luglio 1954.

## Trama
Il racconto delle principali partite dei mondiali del 1954, a partire dalla vittoria della Jugoslavia sulla Francia per 1-0, è intervallato da immagini turistiche della Svizzera, da filmati sugli allenamenti e il tempo libero delle varie squadre e dalla storia di Marco, che nonostante numerose vicissitudini riesce ad assistere al miracolo di Berna in cui la Germania Ovest riesce a battere la favorita Ungheria e a conquistare la sua prima Coppa del Mondo.

## Distribuzione

### Edizione italiana
La prima edizione italiana del film, trasmessa su ESPN Classic nel 2006, presenta un solo narratore che talvolta sbaglia la pronuncia dei cognomi dei giocatori.